# Внешняя политика Эфиопии

Страны, с которыми Эфиопия имеет дипломатические отношения

Внешняя политика Эфиопии является частью дипломатических отношений страны и курируется Министерством иностранных дел Эфиопии. Эфиопия поддерживает дипломатические отношения с большинством стран мира и является непостоянным членом Совета Безопасности ООН.

## История

### До XX века
Как и многие государства Африки, расположенные южнее Сахары, Эфиопия была относительно изолирована от других стран, за исключением своих соседей. Так продолжалось вплоть до XIX века. Именно тогда руководство Эфиопии озаботилось о безопасности своих исконных границ, о поставках оборудования из Европы и о правах на эфиопский храм Дар-эс-Султан в Иерусалиме. Император Теодорос II предпринял попытку совершить экспедицию в Европу, но она была прервана в связи с его смертью в 1868 году. Его преемник, Йоханес IV, смог таки установить связь с Соединённым Королевством, но Эфиопия игнорировалась мировым сообществом до открытия Суэцкого канала.

### Начало XX века
Основным направлением внешней политики Эфиопии в начале XX века была безопасность своих границ и модернизация страны в контакте с европейскими державами. Об этом свидетельствуют итоги первой итало-эфиопской войны, приём Эфиопии в Лигу Наций 28 сентября 1923 года. Особый интерес у эфиопских властей вызывала тогда Япония, с которой дипломатические отношения были установлены в 1930 году. Конституция Мэйдзи стала образцом для конституции Эфиопии 1931 года. Однако в 1936 году Токио признал захват Эфиопии Италией и дипломатические отношения были восстановлены лишь в 1955 году (обмен посольствами произошёл ещё позже — в 1958 году).

### Послевоенное время
После Второй мировой войны Эфиопия играла важную роль в мире и в Африке в частности. Эфиопия была одним из основателей ООН, приняла участие в операциях в Корее в 1951 году и в Конго в 1960 году. Бывший император Эфиопии Хайле Селассие был одним из основателей Организации Африканского Единства, которая сейчас преобразована в Африканский Союз. Штаб квартира расположена в Аддис-Абебе.
Хотя номинально Эфиопия считалась членом Неприсоединения, после революции 1974 года она была в тесных культурных и экономических отношениях с СССР. СССР и члены коммунистического блока оказывали значимую помощь Эфиопии вплоть до 1991 года.

### Настоящее время
Сегодня Эфиопия старается поддерживать отношения со всеми крупными державами мира, не ориентируясь на какую либо в отдельности. Такие страны как Япония, США, Китай оказывают значительную экономическую помощь стране. Более частыми стали конфликты с соседними странами: война с Эритреей и Сомали. Также правительство активно участвует в борьбе с международным терроризмом. Особый интерес к Эфиопии проявляет Япония, несмотря на то, что основным торговым партнёром Японии в Африке традиционно является ЮАР. Японские премьер-министры Д. Коидзуми (в 2006 году) и С. Абэ (в 2014 году) посещали Эфиопию.

## Международные споры

### Сомали
- большая часть границы с Сомали является временной административной линией, а не официально-признанной границей;
- Эфиопия использует порты и инфраструктуру Сомалиленда для совершения внешнеэкономических операций. Сомали считает, что таким образом Эфиопия поддерживает самопровозгласившееся государство и пытается активно этому мешать;
- Спор Эфиопии и Сомали за регион Огаден;
- Эфиопия оказывает активную поддержку переходному правительству Сомали и активно борется с Союзом исламских судов, оккупировавших большую часть Сомали.

### Эритрея
- Спор по поводу границы Эфиопии и Эритреи привели к войне 1998—2000 годов. Хотя в международном суде признана победа Эритреи, официальная демаркация по-прежнему не произведена.

### Судан
- Демаркация границы с Суданом была приостановлена в связи с гражданской войной на территории Судана.

## Наркотики и коррупция
- Эфиопия является транзитным узлом для героина, произведённого в юго-западной и юго-восточной Азии и предназначающегося для Европы и Северной Америки;
- Транзитный узел для транспортировки кокаина на рынок южной Африки;
- На территории Эфиопии в большом количестве культивируются не сильнодействующие наркотики, которые отправляются в Джибути и Сомали;
- Отсутствие развитой финансовой системы приводит к коррупции и потере большого количества иностранной помощи и займов, приходящих в Эфиопию для развития экономики и устранения последствий природных катастроф.